# 10 Gwardyjska Dywizja Rakietowa
10 Gwardyjska Dywizja Rakietowa – związek taktyczny Wojsk Rakietowych Przeznaczenia Strategicznego Związku Radzieckiego, następnie – Federacji Rosyjskiej. 
Jednostka posiadająca numer 34029 stacjonuje w Kostromie.